# 利物浦教區
聖公會利物浦教區（英語：Diocese of Liverpool）是英格蘭教會約克教省下面的一個教區。轄區包括默西河以北的默西賽德郡、大曼徹斯特、蘭開夏郡和柴郡一部份。
教區成立於1880年4月9日。座堂是利物浦座堂，現任主教為雅各伯·瓊斯。下分一個副主教區、兩個會吏長區，管理271個堂區。